# Вето (Италия)
Вѐто (на италиански: Vetto, на местен диалект Vèt, Вет) е село и община в северна Италия, провинция Реджо Емилия, регион Емилия-Романя. Разположено е на 447 m надморска височина. Населението на общината е 2001 души (към 2010 г.).